# Brian Hutchison
Pour les articles homonymes, voir Hutchison.
Brian Hutchison, né en 1975 à Pittsburgh (États-Unis), est un acteur américain basé à New York.

## Biographie
Brian Hutchison est apparu dans des séries telles que Blue Bloods, Madam Secretary, Chicago Med, Jessica Jones, Elementary, New York, unité spéciale, Godfather of Harlem, The Sinner, FBI: Most Wanted et Lisey's Story.
Il est apparu à Broadway et off-Broadway dans plusieurs spectacles, dont Le roi se meurt avec Geoffrey Rush, Looped face à Valerie Harper et Man and Boy avec Frank Langella. Hutchison s'est également produit dans les principaux théâtres régionaux du nord-est et de la côte ouest.
En 2018, Hutchison joue le rôle d'Alan dans la reprise de The Boys in the Band dirigé par Joe Mantello, lauréat d'un Tony Award à Broadway. Tous les comédiens ont repris leurs rôles dans une version cinématographique de la pièce qui a été filmée en 2019 et publiée sur Netflix en septembre 2020.
En plus d'être acteur, Hutchison est également un narrateur primé SOVA qui a enregistré plus de 150 livres audio pour Audible.
Il est également photographe professionnel, spécialisé dans la prise de vue de portraits publicitaires pour d'autres acteurs. Son portfolio comprend également un large éventail de portraits, de paysages et de détails architecturaux.

## Théâtre

### Broadway
| Année | Titre                 | Rôle               | Théâtre                   | Remarques             |
| ----- | --------------------- | ------------------ | ------------------------- | --------------------- |
| 2000  | La Preuve             | Hal                | Walter Kerr Theatre       | Veille / Remplacement |
| 2001  | The Invention of Love | Moses John Jackson | Lyceum Theatre            |                       |
| 2009  | Le roi se meurt       | Le garde           | Théâtre Ethel Barrymore   |                       |
| 2010  | Looped                | Danny              | Lyceum Theatre            |                       |
| 2011  | Man and Boy           | David Beeston      | American Airlines Theatre |                       |
| 2018  | The Boys in the Band  | Alan               | Booth Theatre             |                       |

## Filmographie

### Cinéma
| Année | Titre                   | Rôle                                | Remarques |
| ----- | ----------------------- | ----------------------------------- | --------- |
| 1995  | Mort subite             | Le jeune agent des services secrets |           |
| 2008  | La Ville fantôme        | Témoin de l'accident                |           |
| 2010  | Love, et autres drogues | Un sans-abri                        |           |
| 2014  | Un amour d'hiver        | Officiel d'Ellis Island             |           |
| 2015  | Le Pont des espions     | Agent du FBI                        |           |
| 2020  | The Boys in the Band    | Alan                                |           |

### Télévision
- 2004 : New York, section criminelle (saison 4, épisode 8) : détective Bruno
- 2005 : New York, unité spéciale (saison 6, épisode 23) : officier Wes Myers
- 2017 : New York, unité spéciale (saison 18, épisode 11) : Frank Wilson
- 2025 : New York, police judiciaire : Agent Sean Merrill (saison 24, épisode 9)

## Livres audio
Il a participé à plus de 150 livres audio pour quatre grandes entreprises, Audible, Recorded Books, Blackstone Audio et Simon & Schuster.